# Bryan (Ohio)
Bryan is een plaats (city) in de Amerikaanse staat Ohio, en valt bestuurlijk gezien onder Williams County.

## Demografie
Bij de volkstelling in 2000 werd het aantal inwoners vastgesteld op 8333.
In 2006 is het aantal inwoners door het United States Census Bureau geschat op 8357, een stijging van 24 (0,3%).

## Geografie
Volgens het United States Census Bureau beslaat de plaats een oppervlakte van
11,8 km², geheel bestaande uit land. Bryan ligt op ongeveer 227 m boven zeeniveau.

## Plaatsen in de nabije omgeving
De onderstaande figuur toont nabijgelegen plaatsen in een straal van 16 km rond Bryan.

## Geboren
- Terence Henricks (1952), astronaut